# Kumara (cráter)
Kumara es un cráter de impacto del planeta Marte situado al suroeste del cráter Mie, oeste de Umatac, al noroeste de Loja y al noreste de Chincoteague, a 43.0° norte y 128.5º este.
El impacto causó un boquete de 12 kilómetros de diámetro.
El nombre fue aprobado en 1979 por la Unión Astronómica Internacional, en honor a la pequeña aldea Kumara (Nueva Zelanda), de 300 habitantes.